# Darbar Devisthan
Darbar Devisthan (nep. दरवार देवीस्थान) – gaun wikas samiti w zachodniej części Nepalu w strefie Lumbini w dystrykcie Gulmi. Według nepalskiego spisu powszechnego z 2001 roku liczył on 1148 gospodarstw domowych i 5681 mieszkańców (3262 kobiet i 2419 mężczyzn).